# Большая двадцатка
Больша́я двадца́тка (также G20, G-20, Группа двадцати; официально — англ. The Group of Twenty, major advanced and emerging economies) — клуб правительств и глав центральных банков государств с наиболее развитой и развивающейся экономикой.
В совокупности G20 представляет 85 % мирового валового национального продукта, 75 % мировой торговли (включая торговлю внутри ЕС) и две трети населения мира. Группа включает 19 крупнейших национальных экономик, а также Африканский союз и Европейский союз как коллективных участников:
- Аргентина
- Австралия
- Бразилия
- Германия
- Индия
- Индонезия
- Италия
- Канада
- Китай
- Великобритания
- Мексика
- Россия
- США
- Турция
- Франция
- Южная Корея
- ЮАР
- Япония
- Саудовская Аравия
- Европейский союз
- Африканский союз (с 2023)

Европейский союз представлен председателем Европейской комиссии и председателем Европейского совета. Кроме того, обычно на встречах G20 присутствуют представители различных международных организаций, среди которых Совет по финансовой стабильности, Международный валютный фонд, Всемирная торговая организация, АСЕАН, Организация Объединённых Наций и Всемирный банк.
G20 была создана в ответ на азиатский финансовый кризис конца 1990-х и растущее сознание того, что страны с развивающейся рыночной экономикой не были адекватно представлены в мировых экономических обсуждениях и принятии решений. Переход от «большой семёрки» к формату G20 был ускорен из опасения катастрофы глобальной экономики в общемировой экономический кризис 2008 года. До 2008 года группа не проводила саммитов на высшем уровне, её основной формой деятельности были ежегодные встречи на уровне министров финансов и глав центробанков. На сегодняшний день саммиты G20 являются глобальным форумом для сотрудничества и консультаций по вопросам, относящимся к международной финансово-экономической системе.

## Конференции
Учредительная конференция прошла 15—16 декабря 1999 года в Берлине. Группа была создана по инициативе министров финансов семи ведущих промышленно развитых стран — Великобритании, Италии, Канады, США, ФРГ, Франции и Японии — для ведения диалога с развивающимися странами по ключевым вопросам экономической и финансовой политики.
1. Антикризисный саммит проходил 14—15 ноября 2008 года в Вашингтоне для обсуждения вопросов, связанных с мировым финансовым кризисом. Встреча на высшем уровне состоялась по инициативе президента Франции Николя Саркози и британского премьер-министра Гордона Брауна[5].
2. Лондонский саммит проходил 2 апреля 2009 года в Лондоне, Великобритания. Это вторая встреча Группы двадцати, посвящённая мировому финансовому кризису. Основные цели саммита: обсуждение необходимых действий по предотвращению глобальной рецессии, дефляции, укреплению финансового сектора и недопущению протекционизма, усиление глобальной финансовой и экономической системы, меры для перехода мировой экономики к устойчивому росту.
3. Саммит в Питтсбурге проходил 24—25 сентября 2009 года в Питтсбурге, США[6]. Главные итоги: обещание совместно повышать банковские стандарты, в том числе ограничивая необоснованно высокие выплаты топ-менеджерам; намерение создать систему согласованных действий всех участников G20 в сфере экономической политики. Также вскоре после этого саммита — 6 ноября 2009 года в городе Сент-Эндрюс (Шотландия) состоялась двухдневная встреча министров финансов стран «Большой двадцатки»[7].
4. Саммит в Торонто проходил 26—27 июня 2010 года в Городском комплексе для конференций Торонто (Metro Toronto Convention Centre)[8]. В итоговой декларации развитыми странами было принято обязательство сократить дефицит бюджета в 2 раза к 2013 году[9].
5. Сеульский саммит проходил 11—12 ноября 2010 года в Сеульском комплексе для международных конференций (COEX)[10]. Иностранные СМИ (AFP, NY TIMES, Financial) отмечают, что сеульский саммит имеет большое значение как для азиатских так и для европейских государств. Корейский Исследовательский центр спрогнозировал, что эффект роста экономики составит свыше 24 трл. вон. Одной из главных тем саммита стала валютная политика США и Китая. Сеульский саммит также посетили директора транснациональных корпораций (Майкрософт, HSBC, Nomura Holdings и т.д).
6. Каннский саммит прошёл 3—4 ноября 2011 года в Каннах (Франция). На саммите G20 принято решение об ужесточении контроля за банками и обсуждении мер по предотвращению мирового кризиса.
7. Мексиканский саммит прошёл 18—19 июня 2012 года в Лос-Кабосе (Мексика).
8. Санкт-Петербургский саммит прошёл 5—6 сентября 2013 года в Санкт-Петербурге (Россия). В ходе встречи основное внимание лидеров было уделено вопросам обеспечения экономического роста и финансовой стабильности, создания рабочих мест и борьбы с безработицей, стимулирования инвестиций, укрепления многосторонней торговли и содействия международному развитию, а также войне в Сирии. В ходе обсуждения на саммите большинство лидеров стран Большой двадцатки высказались против военной интервенции в отношении Сирии.
9. Австралийский саммит прошёл 15—16 ноября 2014 года в Брисбене (Австралия). Главной темой саммита стала безопасность и украинский кризис. В итоговом коммюнике, принятом «группой двадцати», стороны одобрили план действий по борьбе с коррупцией на 2015—2016 годы, для чего обязались совместно повышать прозрачность государственного и частного секторов экономики, отметили необходимость создания международного инфраструктурного центра и призвали США прекратить препятствовать реформе МВФ[11].Саммит G-20 на Бали, 15 ноября 2022 года

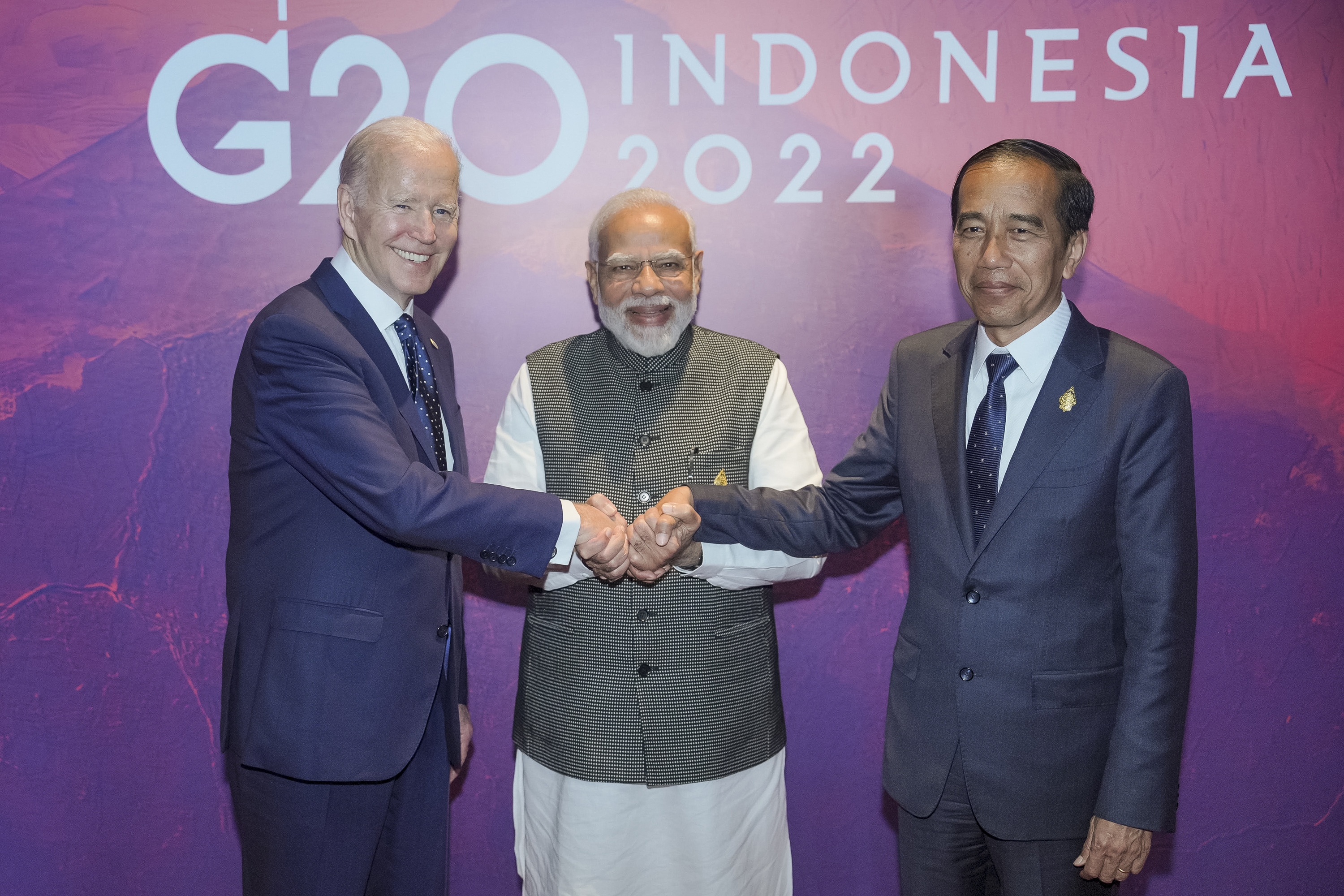
Саммит G-20 на Бали, 15 ноября 2022 года

10. Турецкий саммит прошёл 15—16 ноября 2015 года в городе Анталья.
11. Китайский саммит состоялся 4—5 сентября 2016 года в китайском городе Ханчжоу.
12. Гамбургский саммит проходил 7—8 июля 2017 года в Германии в Гамбурге.
13. Аргентинский саммит прошёл 30 ноября — 1 декабря 2018 года в Буэнос-Айресе.
14. Японский саммит прошёл 28—29 июня 2019 года в Осаке.
15. Видеосаммит прошёл 26 марта 2020 года в режиме видеоконференции. Обсуждалась ситуация с распространением в мире коронавируса.Саммит G-20 в Нью-Дели, 9 сентября 2023 года

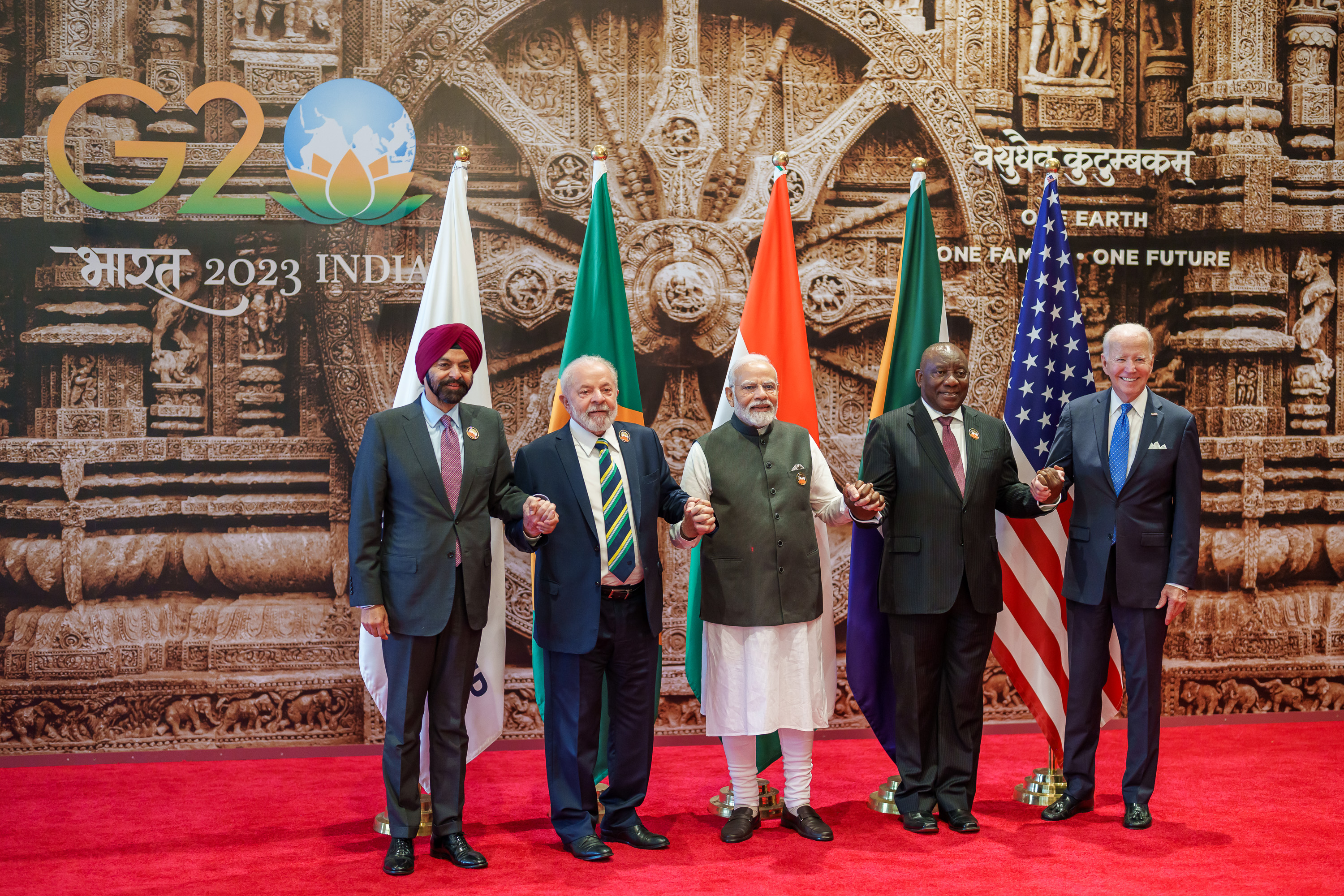
Саммит G-20 в Нью-Дели, 9 сентября 2023 года

16. Саудовский саммит прошёл 21—22 ноября 2020 года в режиме видеоконференции из-за пандемии коронавируса.
17. Итальянский саммит прошёл 30—31 октября 2021 года в Риме.
18. Индонезийский саммит прошёл 15—16 ноября 2022 года на острове Бали. В числе главных тем — ситуация на Украине.
19. Индийский саммит прошёл 9—10 сентября 2023 года в Нью-Дели. В группу официально принят Африканский Союз.
20. Бразильский саммит прошёл 18—19 ноября 2024 года в Рио-де-Жанейро.
21. Йоханнесбургский саммит пройдёт 21—22 ноября 2025 года в Йоханнесбурге (ЮАР).

## Россия и G-20

### После марта 2022 года
В марте 2022 года, после начала конфликта на Украине, президент США Джо Байден заявил, что согласен с выводом России из блока, «но это зависит от позиции G20». Reuters позже сообщило, что Соединённые Штаты и их западные союзники рассматривают вопрос о том, следует ли РФ оставаться в этой организации. Однако принимающая в том году саммит G20 Индонезия и члены группы БРИКС, состоящей из Индии, Бразилии, ЮАР и Китая, не согласились на исключение Российской Федерации.
Джонатан Эяль, заместитель директора лондонского аналитического центра Royal United Services Institute, заявил, что осуждение России не получило такого широкого отклика в странах за пределами ЕС, США и их союзников.
«Со стороны западных стран было довольно самонадеянно выдвинуть идею вывести Россию из G20», — сказал он Newsweek. По его мнению, индонезийские хозяева G20 с самого начала дали понять, что у них нет такого намерения. Мартовское голосование в Генеральной Ассамблее ООН, обвиняющее Россию в нападении на Украину, могло быть «преподнесено западными дипломатами как великая победа», но такого рода «формализованное голосование в Генеральной Ассамблее ООН замаскировало большой провал позиции Запада». Вне США, Евросоюза и их союзников распространено мнение, что Россию подстрекали, раздражали, провоцировали на это. «Есть глубокая обида на Запад за все его колониальное прошлое и все остальное, что определённо намного сильнее любых подозрений в отношении России».
По информации Newsweek, президент Индонезии Джоко Видодо хотел использовать встречу G20, чтобы добиться принятия мирной резолюции, однако официальный представитель Совета национальной безопасности США Джон Кирби заявил, что Байден не намерен «садиться за стол переговоров с Путиным».
В ноябре 2022 года президент России отказался ехать на встречу лидеров стран Большой двадцатки на Бали, но виртуально присоединился к одной из встреч на саммите.
Владимир Путин решил не участвовать и в следующем саммите G20 в Индии в сентябре 2023 года. Россию вновь представлял министр иностранных дел Сергей Лавров (как в 2021 и 2022 году). 22 ноября 2023 года президент РФ Владимир Путин принял участие в итоговом саммите G20, который провела Индия в виртуальном формате.

## Фотогалерея

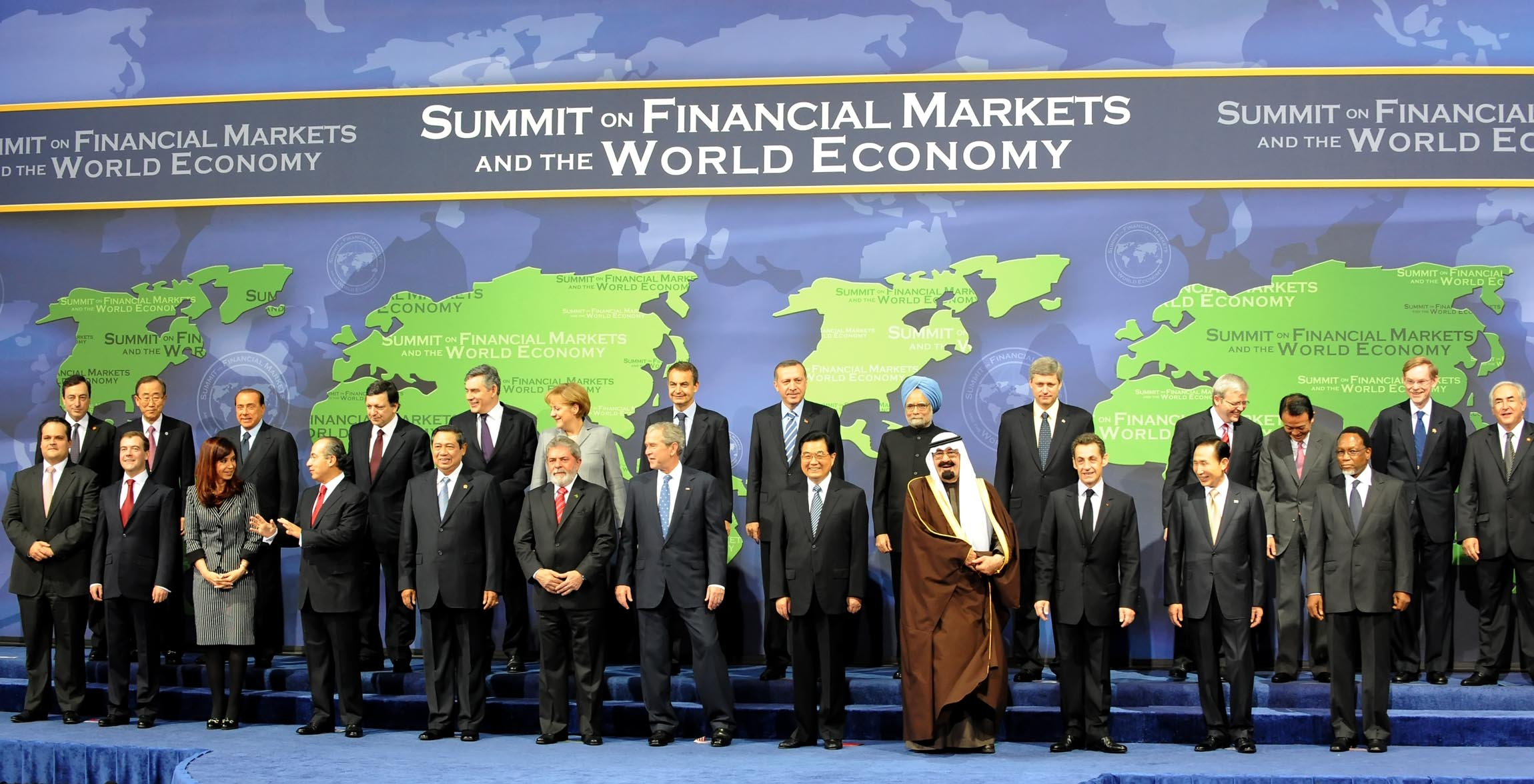
G-20 Вашингтон, 2008 год
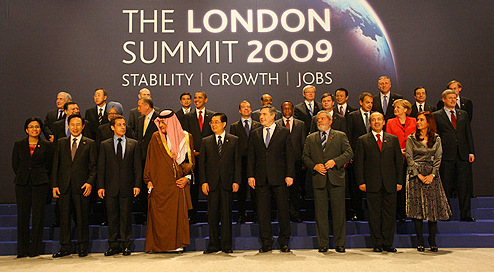
G-20 Лондон, 2009 год
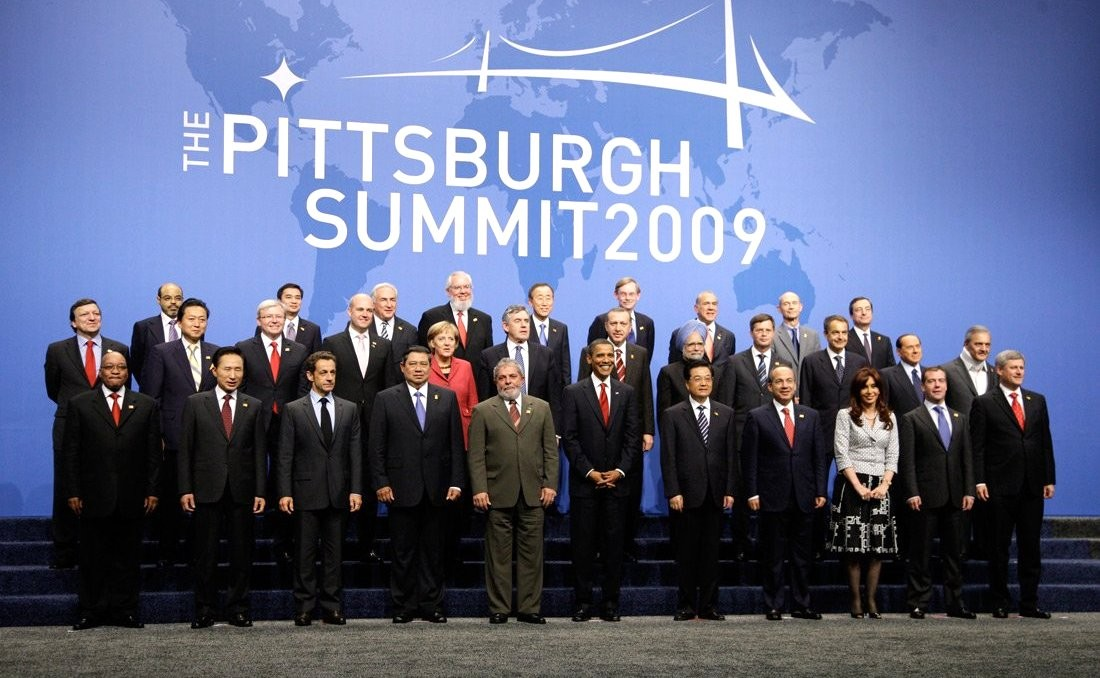
G-20 Питтсбург, 2009 год
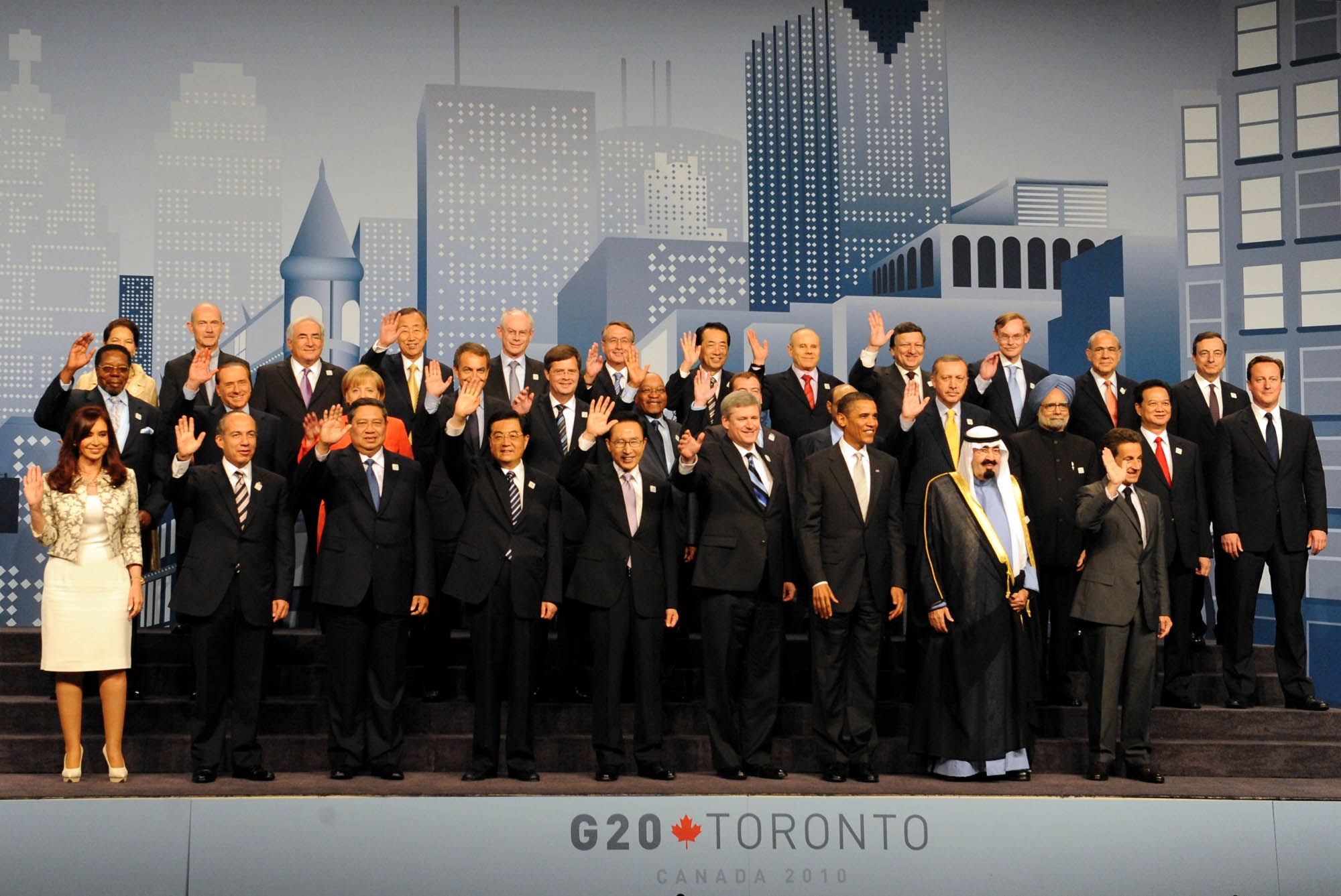
G-20 Торонто, 2010 год
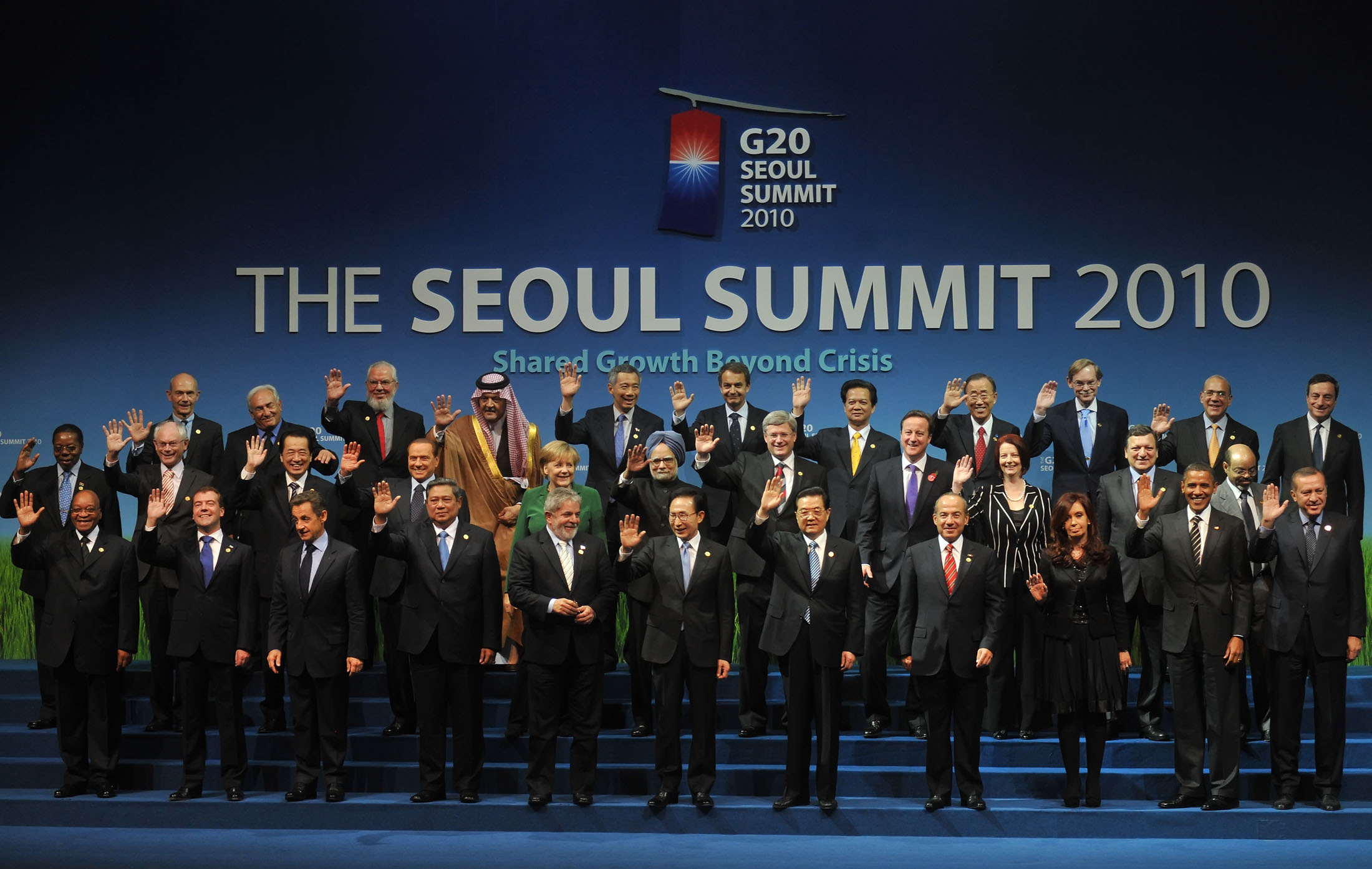
G-20 Сеул, 2010 год
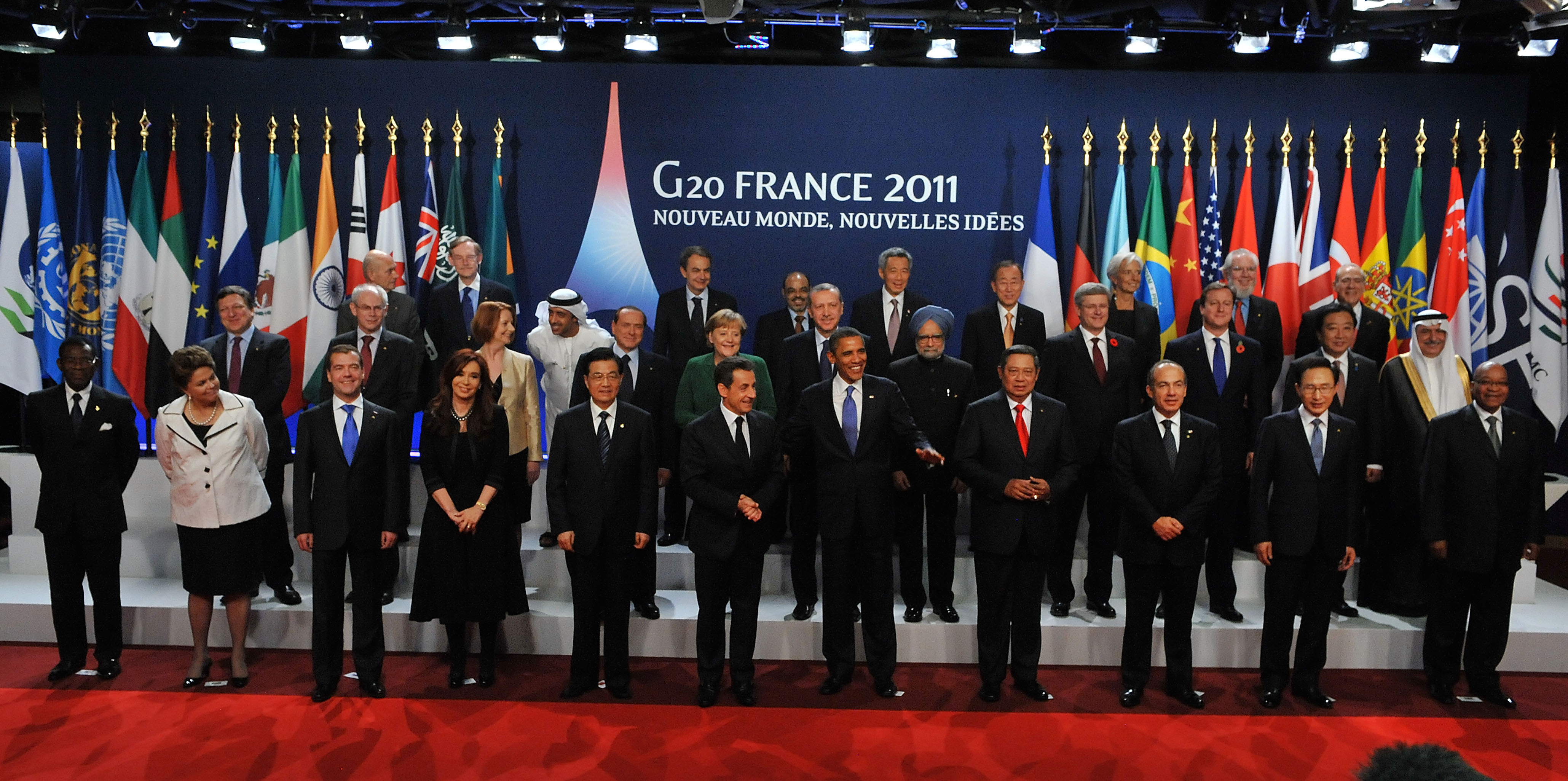
G-20 Канны, 2011 год
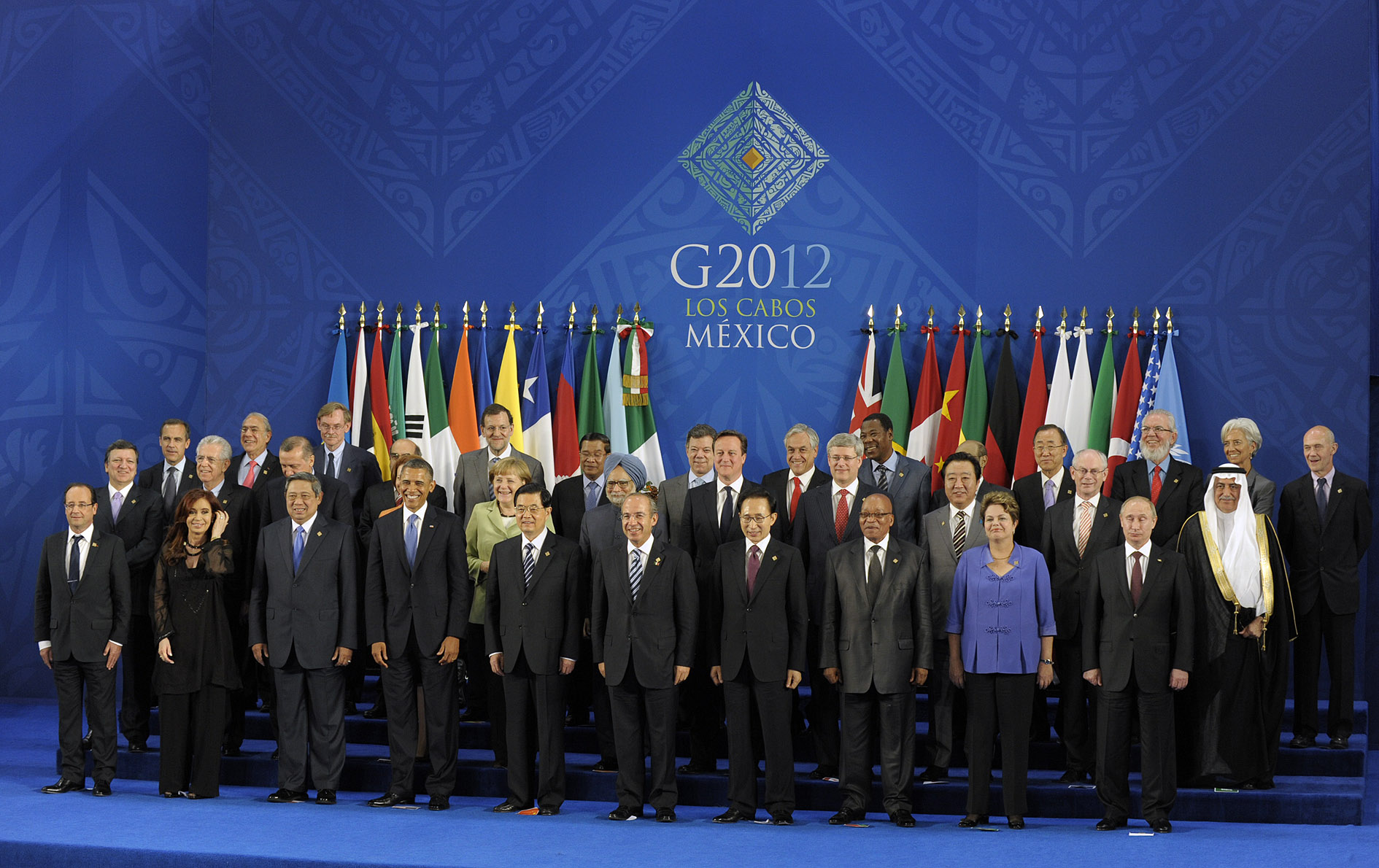
G-20 Лос-Кабос, 2012 год
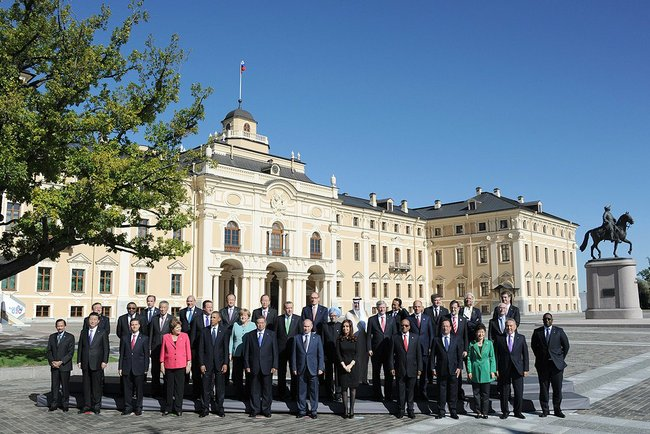
G-20 Санкт-Петербург, 2013 год
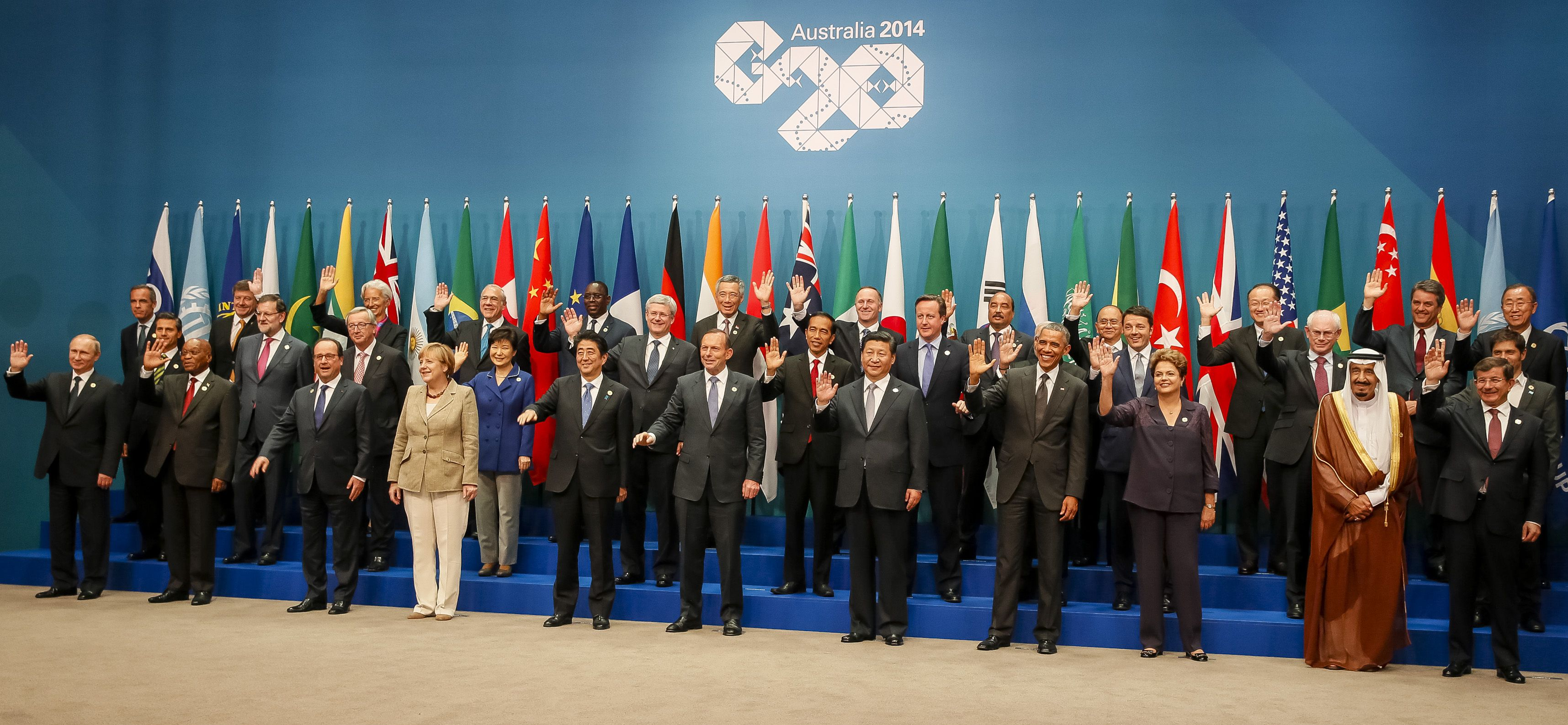
G-20 Брисбен, 2014 год
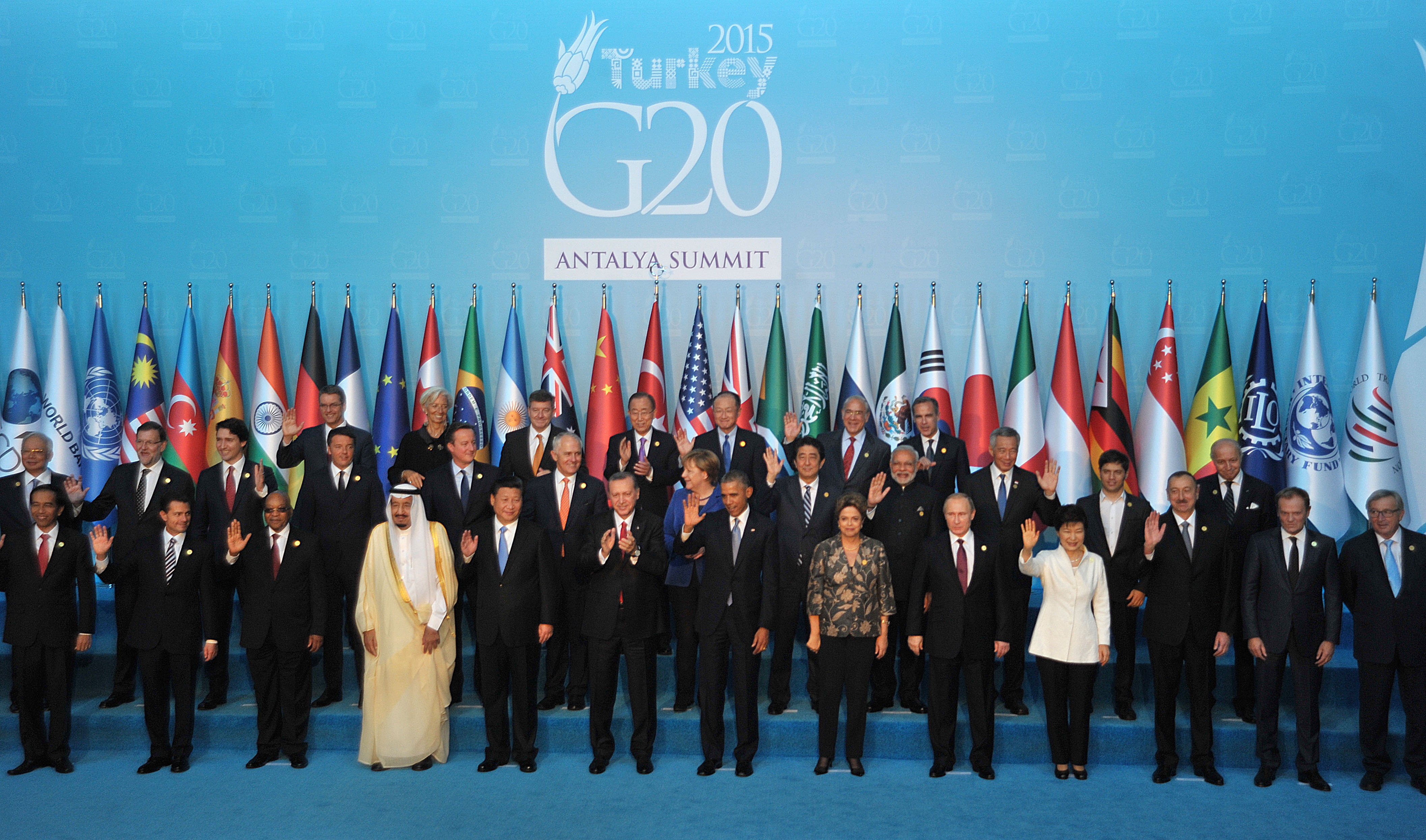
G-20 Анталья, 2015 год
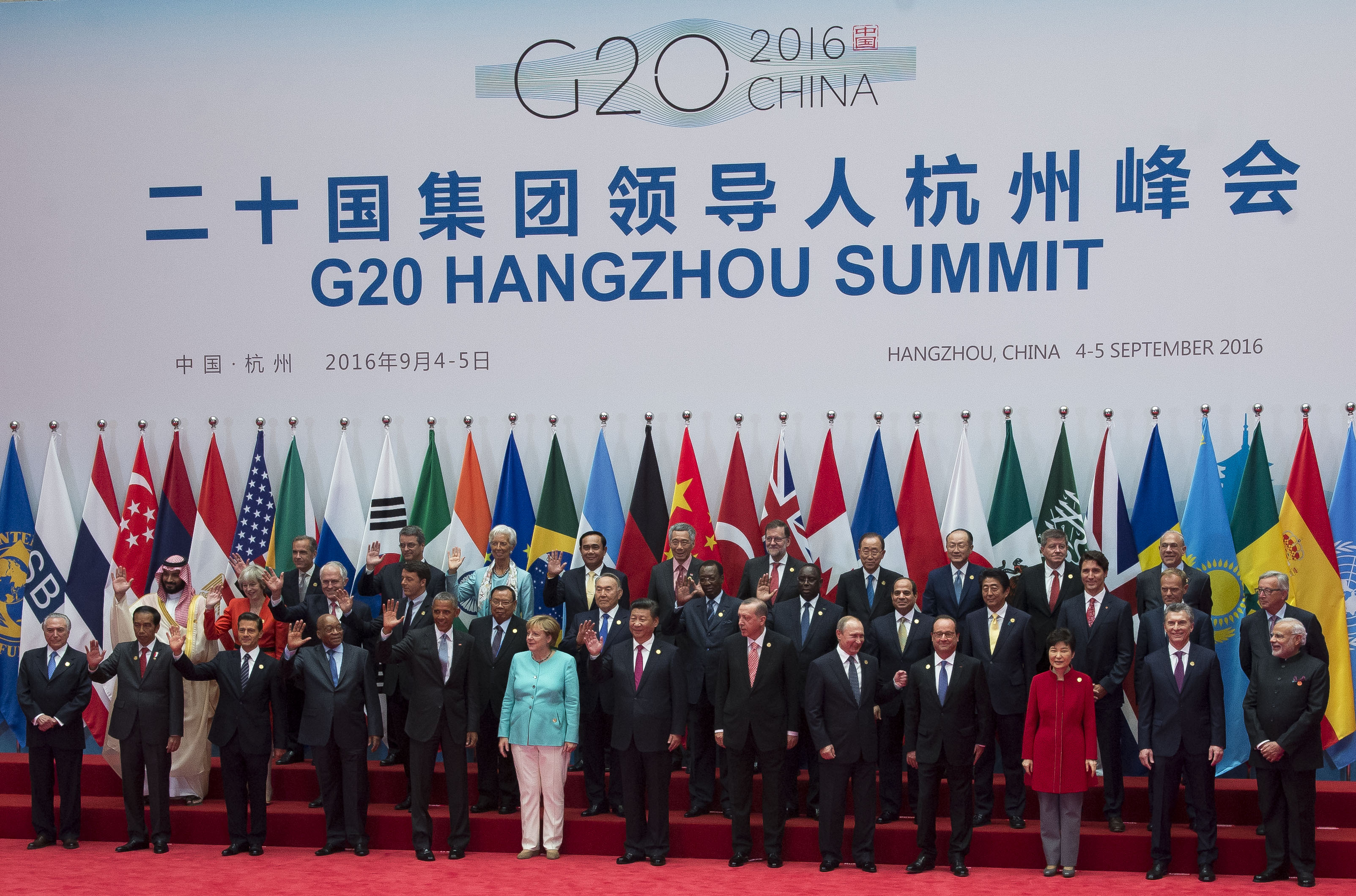
G20 Ханчжоу, 2016 год
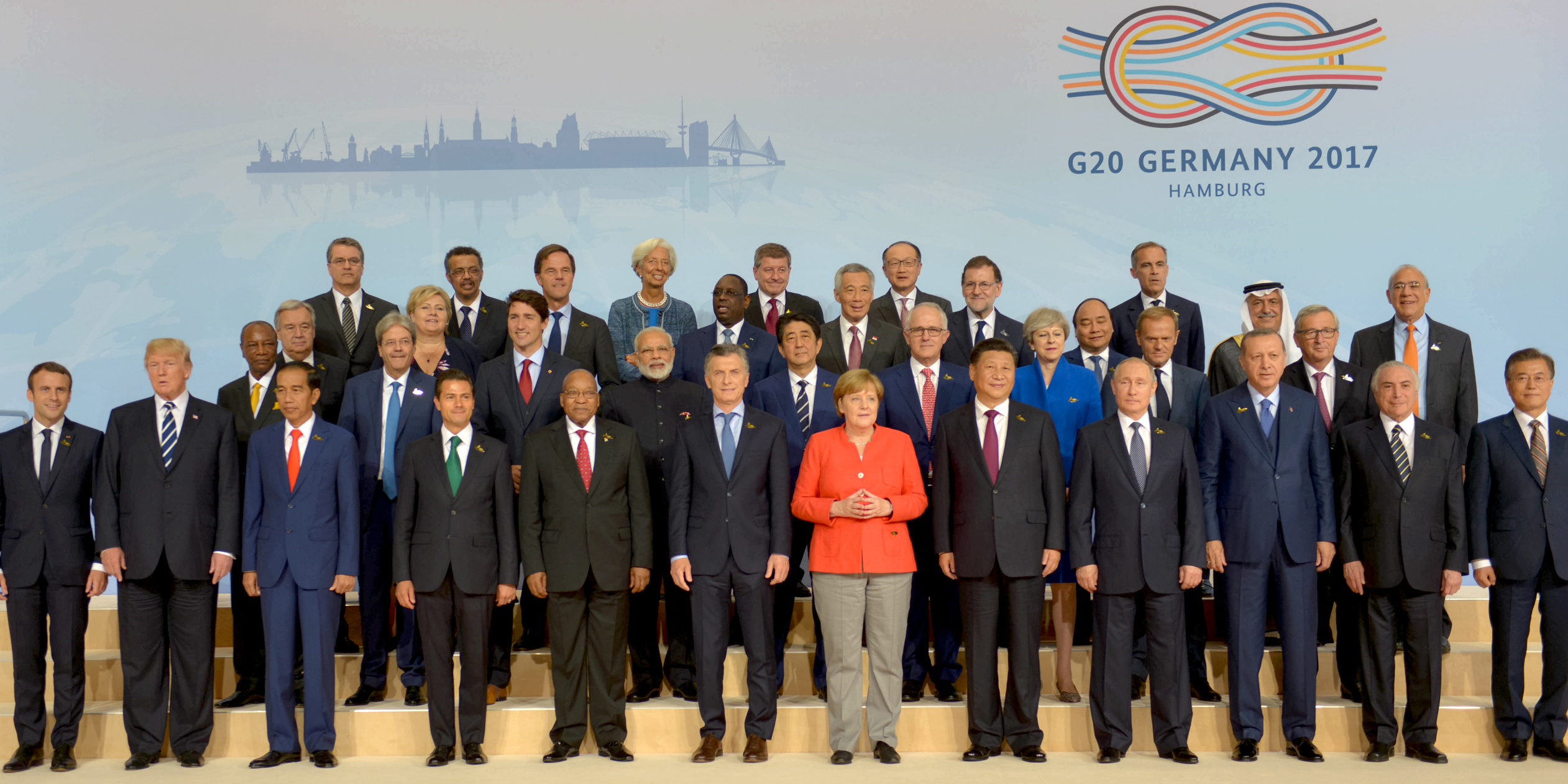
G-20 Гамбург, 2017 год
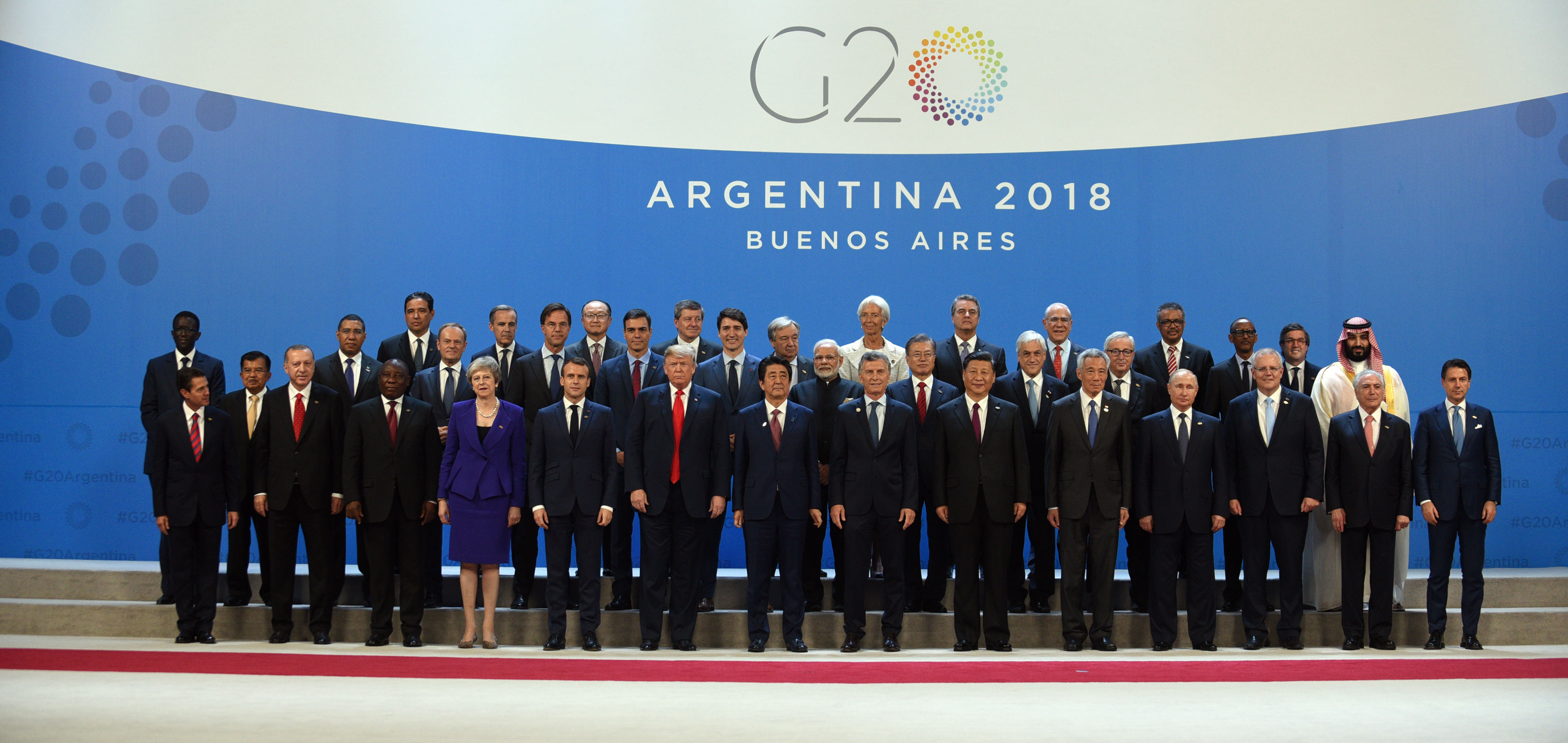
G-20 Буэнос-Айрес, 2018 год
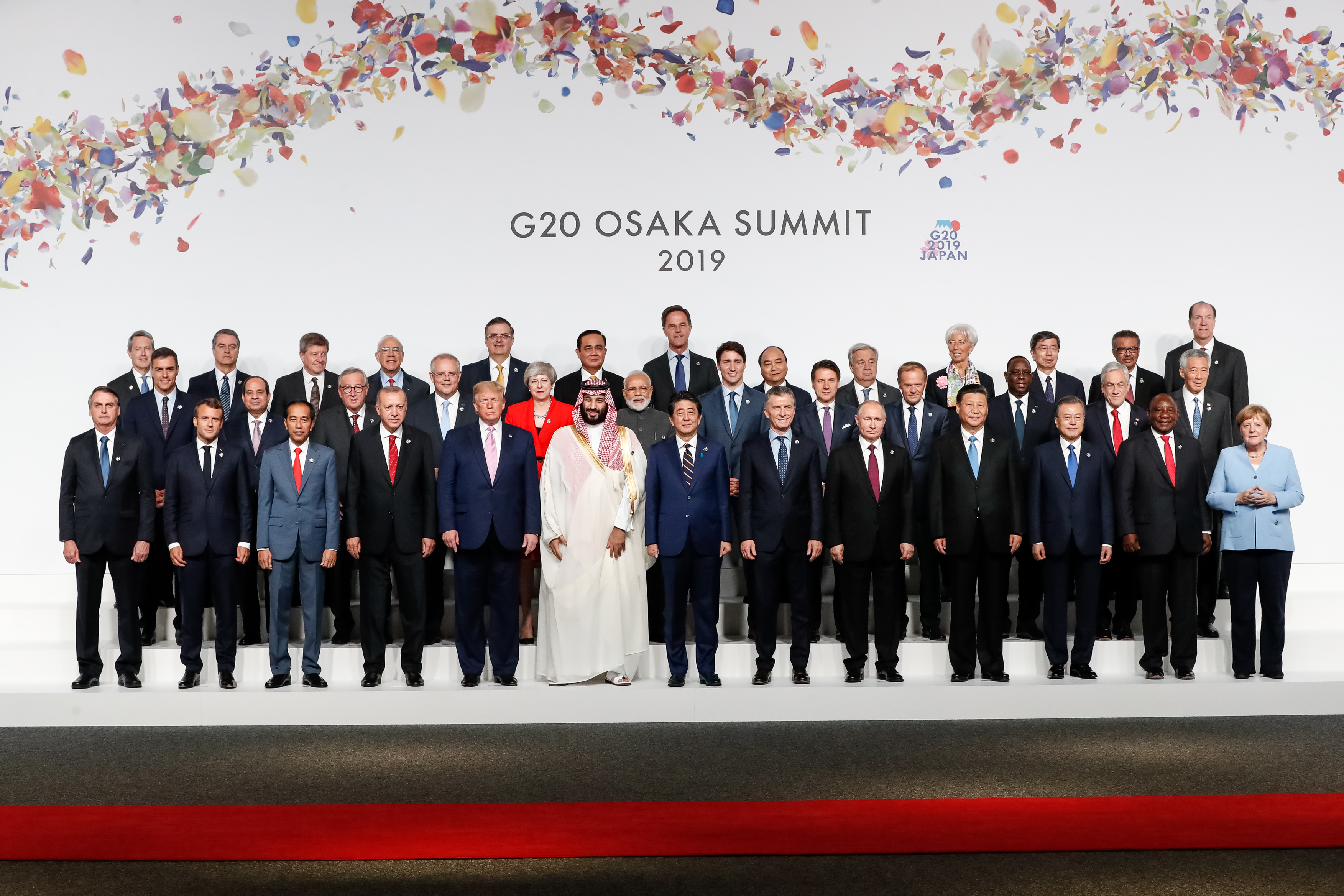
G-20 Осака, 2019 год
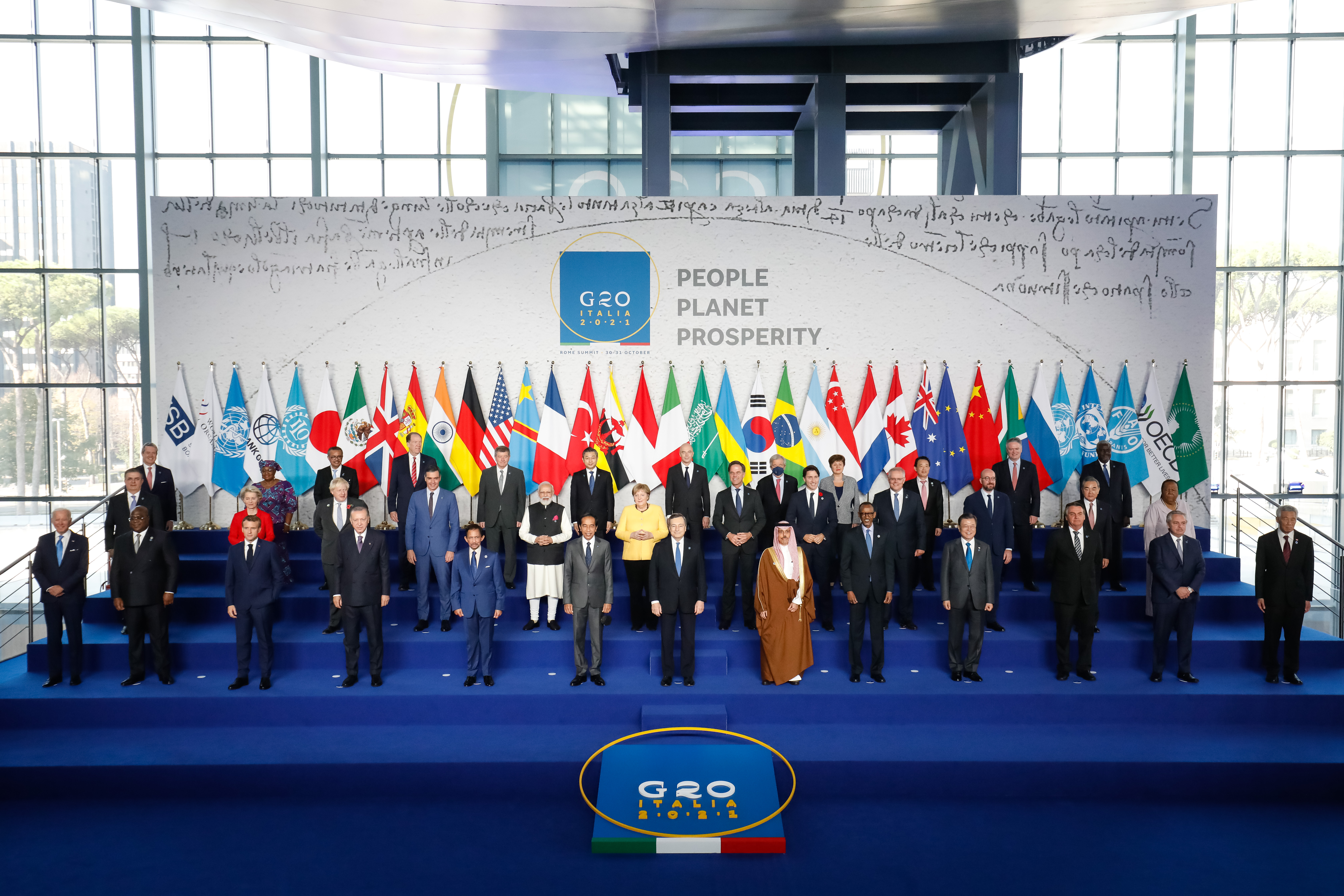
G-20 Рим, 2021 год